# Malawi na Mistrzostwach Świata w Lekkoatletyce 2019
Malawi na Mistrzostwach Świata w Lekkoatletyce 2019 – reprezentacja Malawi podczas mistrzostw świata w Doha liczyła tylko jednego zawodnika, sprintera Stern Noel Liffa.

## Skład reprezentacji

### Mężczyźni
| Zawodnik         | Konkurencja   | Preeliminacje | Preeliminacje | Eliminacje | Eliminacje | Półfinał | Półfinał | Finał | Finał   |
| Zawodnik         | Konkurencja   | Wynik         | Pozycja       | Wynik      | Pozycja    | Wynik    | Pozycja  | Wynik | Pozycja |
| ---------------- | ------------- | ------------- | ------------- | ---------- | ---------- | -------- | -------- | ----- | ------- |
| Stern Noel Liffa | Bieg na 100 m | 10.72         | 11.           | NQ         | NQ         | NQ       | NQ       | NQ    | NQ      |